# Truco uruguayo
El truco uruguayo es juego de naipes con baraja española jugado en Uruguay. Es una de las variantes del truco valenciano. El objetivo es llegar a un número de puntos previamente acordado.
Se juega en dos equipos, y en cada mano se reparten tres cartas a cada jugador. El juego consiste en jugar las tres cartas de la mejor manera posible; el equipo que tire la carta más alta en cada ronda gana la ronda. El equipo que gane dos de las tres rondas gana la mano y se lleva los puntos. Durante cada mano se puede dar la instancia de aumentar la apuesta de puntos en juego.
La actitud a asumir depende de las cartas en poder de los jugadores, su lugar en el puntaje del partido y otras variables que hacen a la dinámica del juego. Deben tenerse en cuenta varios escenarios posibles al transcurrir el juego. Existen varias tácticas especulativas, instancias de coordinación con los compañeros de juego que aumentan su complejidad. El engaño y la habilidad de predecir al rival son esenciales, peculiaridades que han hecho que el juego se haya vuelto sumamente popular y extendido en el Uruguay.

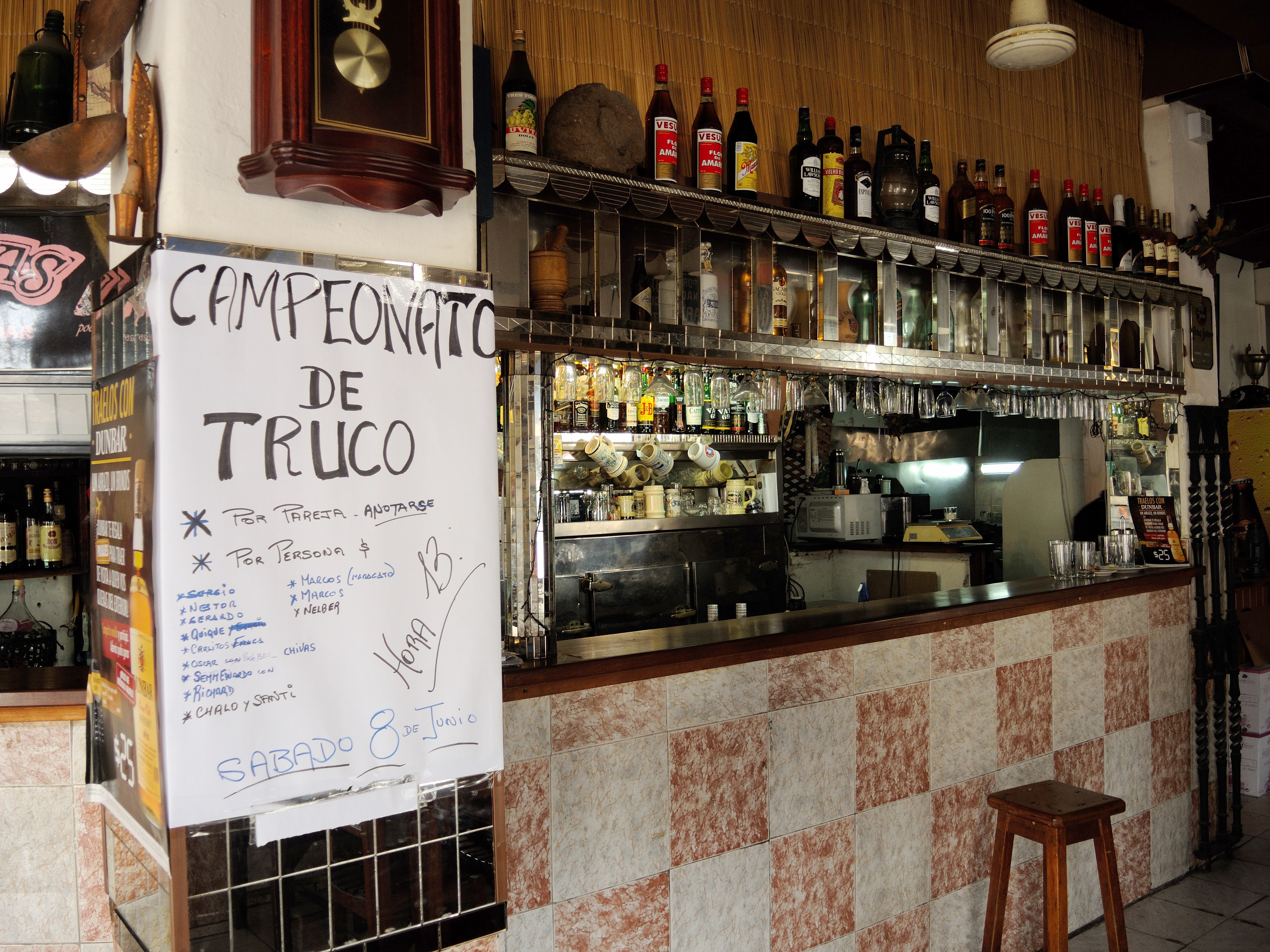
Los campeonatos de truco son comunes en Uruguay entre jugadores aficionados.

## Historia
La historia del truco uruguayo se remonta a la época colonial, traído por inmigrantes y soldados españoles en los siglos XVIII y XIX. Rápidamente adquirió características y reglas propias que lo distinguían de otras variedades del juego. Se convirtió en un juego característico de gauchos en bares y pulperías. Fue descrito en episodios históricos de la historia del Uruguay: primer y segundo sitios de Montevideo, el Éxodo del Pueblo Oriental, las asambleas artiguistas, y el gobierno de Purificación.

## Valores y señas de las cartas

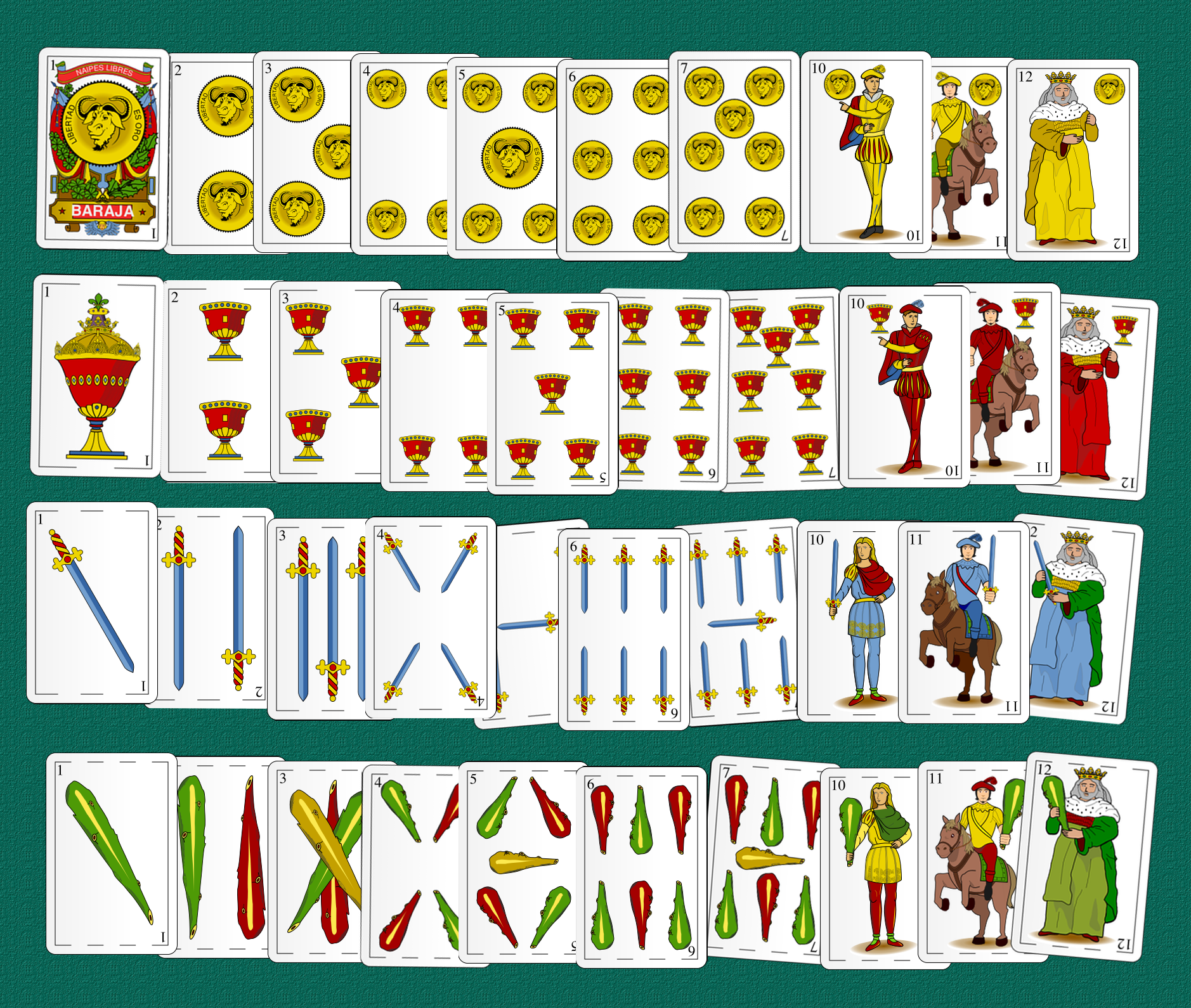
El truco uruguayo se juega con la baraja española sin los 8, los 9 ni los comodines.

El truco se juega con una baraja española, sin ochos, nueves ni comodines. Cada carta tiene una jerarquía determinada, y en una ronda sólo puede ganarle a una carta de menor jerarquía. Además, cada carta tiene un puntaje determinado, que es empleado para jugar el envido o para conocer el valor de una flor.
La principal diferencia del truco uruguayo con otras variantes es el uso de una carta muestra, que dificulta el fraude en el reparto de cartas. La muestra es la última carta que se saca del mazo tras repartir las tres cartas a cada jugador. Ésta determinará el palo de las cinco cartas más valiosas de la mano, denominadas piezas.
Una característica única del juego es que para poder coordinar la jugada con los compañeros de equipo sin ser escuchado por los oponentes, existe un código de gestos o señas que sirven para comunicar las cartas que cada jugador tiene.
A continuación se listan las cartas en orden jerárquico para el truco, con su puntaje para el envido o flor, y su seña. 
| Carta                                        | Carta                                        | Puntaje de envido                            | Seña                                         |
| Piezas (suponiendo que la muestra es de oro) | Piezas (suponiendo que la muestra es de oro) | Piezas (suponiendo que la muestra es de oro) | Piezas (suponiendo que la muestra es de oro) |
| -------------------------------------------- | -------------------------------------------- | -------------------------------------------- | -------------------------------------------- |
|                                              | 2 de la muestra                              | 30                                           | Levantar cejas                               |
|                                              | 4 de la muestra                              | 29                                           | Beso                                         |
|                                              | 5 de la muestra                              | 28                                           | Arrugar la nariz                             |
|                                              | 11 de la muestra                             | 27                                           | Guiñada ojo derecho                          |
|                                              | 10 de la muestra                             | 27                                           | Guiñada ojo izquierdo                        |
| Matas                                        |                                              |                                              |                                              |
|                                              | 1 de espada                                  | 1                                            | Mueca de labios hacia la derecha             |
|                                              | 1 de basto                                   | 1                                            | Mueca de labios hacia la derecha             |
|                                              | 7 de espada                                  | 7                                            | Mueca de labios hacia la izquierda           |
|                                              | 7 de oro                                     | 7                                            | Mueca de labios hacia la izquierda           |
| Chicas                                       |                                              |                                              |                                              |
|                                              | cualquier 3                                  | 3                                            | Morder el labio inferior                     |
|                                              | cualquier 2 (menos la pieza)                 | 2                                            | Boca levemente abierta                       |
|                                              | 1 de copa y 1 de oro                         | 1                                            | Sacar la punta de la lengua                  |
| Negras                                       |                                              |                                              |                                              |
|                                              | cualquier 12                                 | 0                                            | Ambos ojos cerrados                          |
|                                              | cualquier 11 (menos la pieza)                | 0                                            | Ambos ojos cerrados                          |
|                                              | cualquier 10 (menos la pieza)                | 0                                            | Ambos ojos cerrados                          |
| Comunes                                      |                                              |                                              |                                              |
|                                              | 7 de basto y 7 de copa                       | 7                                            | Ambos ojos cerrados                          |
|                                              | cualquier 6                                  | 6                                            | Ambos ojos cerrados                          |
|                                              | cualquier 5 (menos la pieza)                 | 5                                            | Ambos ojos cerrados                          |
|                                              | cualquier 4 (menos la pieza)                 | 4                                            | Ambos ojos cerrados                          |

1. ↑  Si la muestra es una pieza, el 12 de la muestra sustituye a esa pieza.
2. 1 2  Usualmente se hace esta seña cuando todas las cartas son negras o comunes, si no, se hacen las señas de las cartas más altas, y se da por entendido que el resto son negras o comunes.

## Desarrollo del juego
El truco se puede jugar de a dos, cuatro o seis personas, siempre en dos equipos (de una, dos o tres personas). Los jugadores de un equipo se ubican de forma intercalada con los del otro equipo.
El objetivo es ser el primer equipo en llegar a la cantidad de puntos acordados, normalmente 40. Tradicionalmente estos puntos se dividen en dos partes de 20 puntos. Mientras un equipo está por debajo de los primeros 20 puntos, se dice que está en malas; cuando se llega a los 20 puntos, se dice que está en buenas.

### Reparto
En cada mano las cartas son barajadas y se reparten tres cartas a cada jugador, en sentido antihorario. Se saca una última carta del mazo, que será la muestra de la mano; ésta se deja boca arriba parcialmente debajo del mazo, que se coloca a la derecha del repartido, apuntando al jugador de la derecha, que es quien empieza a jugar. 

### Rondas y manos
Una partida de truco se divide en manos, cada una conformada por tres rondas. Para ganar una mano es necesario ganar al menos dos de las tres rondas. En cada mano se juega por uno o más puntos. El jugador situado a la derecha de quien repartió las cartas es quién empieza a jugar poniendo una de sus tres cartas sobre la mesa, luego el siguiente a su derecha, y así sucesivamente en sentido antihorario. El jugador que haya tirado la carta de mayor jerarquía gana la ronda para su equipo y es el que debe empezar la siguiente ronda.
En el truco de seis personas, durante la primera parte del juego se juegan dos tipos de manos. Se juega una primera mano de tres contra tres (coloquialmente llamada redondilla) y luego tres manos de uno contra uno (conocida como pico a pico). En el pico a pico la Falta Envido serán 6 puntos, mientras que la Contra Flor al Resto serán 12 puntos (6 pts. + las 2 Flores).
Esto sigue alternándose hasta que uno de los equipos llega a la mitad de los puntos del partido; de ahí en más se juegan solamente redondillas.
El equipo ganador de la mano será el que gane dos de tres rondas. Si un equipo gana las primeras dos rondas, automáticamente se lleva los puntos de la mano. En caso de empatar la tercera ronda, gana el equipo que ganó la primera ronda. Si se empata en la segunda ronda, gana el equipo que ganó la primera. Si la primera ronda termina en empate, el equipo que gane la segunda ronda gana la mano. Si se empatan las dos primeras rondas, el equipo que gane la tercera ronda gana la mano. En el caso de que se empaten las tres rondas, gana el equipo que comienza jugando esa mano.
| Ganador primer ronda | Ganador segunda ronda | Ganador tercera ronda | Ganador de la mano               |
| -------------------- | --------------------- | --------------------- | -------------------------------- |
| A                    | B                     | A                     | A                                |
| A                    | B                     | B                     | B                                |
| A                    | A                     | No se juega           | A                                |
| A                    | B                     | Empate                | A                                |
| A                    | Empate                | No se juega           | A                                |
| Empate               | A                     | No se juega           | A                                |
| Empate               | Empate                | A                     | A                                |
| Empate               | Empate                | Empate                | Primer jugador en tirar su carta |

### Puntos
Cada mano se juega por 1 punto; sin embargo los puntos de juego se pueden aumentar en función de tres instancias: «truco», «envido» y «flor». 

#### Puntos del truco
En cualquier momento de la mano, un jugador en su turno puede decir truco. Decir truco es levantar la apuesta de 1 a 2 puntos, es decir que quien gane la mano se lleva 2 puntos. El equipo que recibe el desafío puede aceptarlo o no, diciendo quiero o no quiero; si no lo acepta, el equipo que inicia el desafío automáticamente se lleva el punto de la mano.
También existen instancias de seguir levantando la apuesta, conocidas como revirar. Si un equipo ya dijo truco y el otro equipo lo aceptó (es decir que se está jugando por 2 puntos), el equipo que aceptó puede, en el momento o en rondas posteriores, decir retruco. Decir retruco es levantar la apuesta a 3 puntos. Si se acepta, se sigue jugando por 3 puntos; si no se acepta, el equipo desafiante se lleva los 2 puntos del truco previamente aceptado. Se puede llegar hasta 4 puntos. Si ya se aceptó el retruco, el equipo que aceptó este último puede decir vale cuatro. De la misma manera, si se acepta, el equipo que gane la mano se lleva 4 puntos; si no se acepta, el equipo que desafió se lleva los 3 puntos del retruco previamente aceptado.

#### Puntos del envido
Las cartas, además de su jerarquía, tienen un puntaje propio. Cada mano puede tener entre 0 y 37 puntos. Cuando algún jugador cree tener un puntaje alto en su mano, puede decir envido, y desafiar al equipo contrario a sumar los puntos de su mano, y sumar 2 puntos adicionales a su marcador. Esto se conoce como tocar. Si se acepta el desafío, diciendo quiero, el jugador que es mano, es decir quién comienza tirando la primera carta, dice la cantidad de puntos de su mano. En sentido antihorario se van diciendo el puntaje de cada jugador, sólo si éste supera a los puntajes antes dichos. Si no se acepta, diciendo no quiero, el equipo que desafía se lleva 1 punto.
| Combinaciones posibles                              | Puntaje del envido                                       | Seña                    |
| --------------------------------------------------- | -------------------------------------------------------- | ----------------------- |
| 1 pieza + 2 cartas de diferente palo                | Puntos de la pieza + puntos de la carta de mayor puntaje | Lamer el labio superior |
| 2 cartas del mismo palo + 1 carta de diferente palo | Puntos de las dos cartas del mismo palo + 20             | Lamer el labio superior |
| 3 cartas de diferente palo                          | Puntos de la carta de mayor puntaje                      | Lamer el labio superior |

1. ↑  Opcionalmente se le hace esta seña al pie del equipo para saber que tiene muchos puntos para el envido, y así poder definir la estrategia de juego.

Jugar el envido le da 2 puntos al equipo con la mano de mayor puntaje. Sin embargo, se puede jugar por más puntos, si un equipo cree tener una muy buena mano.
| Toques       | Puntos otorgados                                            |
| ------------ | ----------------------------------------------------------- |
| Envido       | 2 puntos                                                    |
| Real envido  | 3 puntos                                                    |
| Falta envido | La cantidad de puntos que le falta al equipo que va primero |

Al igual que con el truco, se puede subir la apuesta, o revirar. Si únicamente se acepta el envido o real envido, el equipo con la mano con mayor puntaje se lleva los puntos. A su vez, el equipo desafiado puede sumar puntos a la apuesta diciendo envido, real envido o falta envido. Esto puede seguir hasta que un equipo diga quiero. Si en algún momento un equipo desiste diciendo no quiero, el equipo contrario se lleva la suma de los puntos queridos (el punto del toque querido más el punto del toque no querido). 
| Equipo A     | Equipo B    | Equipo A  | Puntos otorgados                                                                                        |
| ------------ | ----------- | --------- | --- |
| Envido       | Quiero      | —         | 2 puntos para el equipo con mayor puntaje de envido                                                     |
| Envido       | No quiero   | —         | 1 punto para el equipo A                                                                                |
| Envido       | Envido      | Quiero    | 4 puntos para el equipo con mayor puntaje de envido                                                     |
| Envido       | Envido      | No quiero | 2 puntos para el equipo B                                                                               |
| Real envido  | Quiero      | —         | 3 puntos para el equipo con mayor puntaje de envido                                                     |
| Envido       | Real envido | Quiero    | 5 puntos para el equipo con mayor puntaje de envido                                                     |
| Falta envido | Quiero      | —         | La cantidad de puntos que le falta al equipo que va primero, para el equipo con mayor puntaje de envido |

#### Puntos de la flor
Si en una mano uno o más jugadores tienen una determinada combinación de cartas, se dice que tienen flor, lo cual les otorga 3 puntos adicionales al marcador del equipo. El jugador debe anunciarlo en su primer turno y antes de haber jugado la carta a la mesa (primera ronda).
| Combinaciones posibles            | Puntaje de la flor                                                                 | Seña            |
| --------------------------------- | ---------------------------------------------------------------------------------- | --------------- |
| 3 piezas                          | Puntos de la pieza más alta + unidades de las otras piezas                         | Inflar cachetes |
| 2 piezas + 1 cualquier otra       | Puntos de la pieza más alta + unidad de la otra pieza + puntos de la tercera carta | Inflar cachetes |
| 1 pieza + 2 cartas del mismo palo | Puntos de la pieza + puntos de las otras cartas                                    | Inflar cachetes |
| 3 cartas del mismo palo           | Puntos de las tres cartas + 20                                                     | Inflar cachetes |

1. ↑  Opcionalmente se le hace esta seña al pie del equipo para saber que tiene flor, y así poder definir la estrategia de juego.

Si más de un jugador tiene flor, todos deben anunciarlo enseguida de anunciarse la primera flor, sin tener que esperar a su turno. Si solamente jugadores de un único equipo tienen flor, se les acreditan 3 puntos por cada flor. En el caso de que jugadores de ambos equipos tengan flor, se genera un enfrentamiento para ver qué flor tiene mayor puntaje, y el equipo ganador se lleva los puntos. La flor más débil es de 20 puntos, mientras que la flor más poderosa es de 47 puntos.
El enfrentamiento puede darse de tres formas posibles:
| Cantos               | Cuándo se cuentan los puntos y cuántos tantos son para el equipo |
| -------------------- | --- |
| La mía flor          | Se cuentan los puntos al final de la mano y son 3 tantos para la flor con más puntos |
| Con flor envido      | Se cuentan los puntos en el momento y son 5 tantos para la flor con más puntos |
| Contra flor al resto | Se cuentan los puntos o se muestran directamente las flores en la mesa, la flor ganadora se llevará los puntos que le faltan al que vaya ganando para terminar el partido al igual que en la falta envido |

### Consideraciones
- En el caso de que un jugador toque pero algún jugador del otro equipo tenga flor, la flor invalida el envido. De la misma forma, si un jugador ya dijo que tenía flor, no es posible jugar el envido.

## Glosario
gritar
Decir truco.
tocar
Decir envido.
cantar
Decir flor.
collera
Cuando dos jugadores del mismo equipo cantan flor
ser mano
Ser el primer jugador al que le toca tirar una carta.
ser pie
Ser el último jugador al que le toca tirar una carta.
matar
Tirar una carta mayor a las jugadas en la ronda.
ir a alguien
(en juegos en equipo) Tirar una carta de bajo valor para que posteriormente alguien de su equipo juegue una carta mayor.
va parda
Se empató la ronda.
irse al mazo
Rendirse en una mano.
estar en malas
No haber llegado a la mitad de los puntos del partido.
estar en buenas
Haber llegado a la mitad de los puntos del partido.
pasar
(en juegos en equipo) No jugar el resto de la cartas en la mano, siguiendo jugando con las cartas de los otros miembros del equipo.
redondilla
(en juegos en equipos de 3) Rondas comunes (tres contra tres).
pico a pico
(en juegos en equipos de 3) Rondas donde un jugador se enfrenta a otro jugador del equipo contrario (uno contra uno).
revirar
Subir la apuesta en las instancias de truco, envido o flor.
trillera
Cuando tres jugadores del mismo equipo cantan flor